# 22957 Vaintrob
22957 Vaintrob este un asteroid din centura principală de asteroizi.

## Descriere
22957 Vaintrob este un asteroid din centura principală de asteroizi. A fost descoperit pe 3 octombrie 1999 la Socorro, New Mexico, în cadrul proiectului LINEAR. Asteroidul prezintă o orbită caracterizată de o semiaxă mare de 2,27 ua, o excentricitate de 0,11 și o înclinație de 5,2° în raport cu ecliptica.